# 919
Évszázadok: 9. század – 10. század – 11. század
Évtizedek: 860-as évek – 870-es évek – 880-as évek – 890-es évek – 900-as évek – 910-es évek – 920-as évek – 930-as évek – 940-es évek – 950-es évek – 960-as évek
Évek: 914 – 915 – 916 – 917 –  918 – 919 – 920 – 921 – 922 – 923 – 924

## Események

### Európa
- Májusban a fritzlari birodalmi gyűlésen a frank és szász nemesség német királlyá választja Madarász Henrik szász herceget. Gonosz Arnulf bajor herceg nem ismeri el Henriket és királlyá kiáltja ki magát. A gyűléstől távol maradó II. Burchard sváb herceg néhány hónap múlva meghódol Henriknek.
- Az Arnulffal szövetséges magyarok feldúlják Szászországot, majd tovább portyáznak, egészen Lotaringiáig.
- II. Rudolf felső-burgundiai király megszállja a Sváb Hercegséghez tartozó Zürichet és megtámadja székhelyét, Konstanzot. Burchard herceg visszaveri a támadást.
- A 917-ben megözvegyült Együgyű Károly nyugati frank király feleségül veszi I. Eduárd angolszász király lányát, Eadgifut.
- Eduárd eltaszítja feleségét, Ælfflædet és feleségül veszi Sigehelm kenti ealdorman lányát, Eadgifut.
- A Bizánci Birodalomban Rómanosz Lekapénosz flottaparancsnok elfoglalja a konstantinápolyi császári palotát, kolostorba záratja Zóé Karbónopszina anyacsászárnőt és régenset, majd magát nyilvánítja a birodalom régensének a 14 éves Bíborbanszületett Konstantin császár mellett. Rómanosz eljegyzi Konstantinnal 9 éves lányát, Helené Lekapénét és felveszi a baszileopatór ("a császár atyja") címet.
- Simeon bolgár cár zsinatot hív össze, amelyen a bolgár ortodox egyházat autokefálnak nyilvánítják és patriarchátusi rangra emelik.

### Észak-Afrika
- A Fátimidák ismét megpróbálják meghódítani Egyiptomot. A kalifa fia, al-Kaim meglepetésszerűen megtámadja Alexandriát, amelyet a kormányzó harc nélkül felad. Al-Kaim kifosztja a várost, majd ott marad az év hátralévő részében, erősítést várva. Eközben az egyiptomi kormányzó megerődíti a Nílus Gíza és Fusztát közötti átkelőjét.
- Maszala ibn Habusz, a Fátimidák berber hadvezére betör Marokkóba és meghódoltatja IV. Jahjá idríszida emírt.

## Születések
- I. García, pamplonai király
- Li Cseng, kínai festő
- Liao Si-cung, a kínai Liao-dinasztia császára

## Halálozások
- október 5. – Szent Attila, zamorai püspök
- III. Salamon, konstanzi püspök